# István Majoros
István Majoros (* 11. Juli 1974 in Budapest) ist ein ungarischer Ringer. Er wurde 2004 Olympiasieger im griechisch-römischen Stil im Bantamgewicht.

## Werdegang
István Majoros begann im Jahre 1985 bei Sportclub Szeged BK mit dem Ringen. Später wechselte er zu den Sportvereinen Kecskeméti Torna Egylet bzw. Budapest VSC. Seine wichtigsten Trainer in seiner Laufbahn waren Tibor Tihanics und Zoltan Kovacs. Er konzentrierte sich ganz auf den griechisch-römischen Stil und rang bei einer Größe von 1,65 Metern im Bantamgewicht und gegen Ende seiner Laufbahn im Federgewicht.
Als Juniorenringer hatte István Majoros große Erfolge zu verzeichnen. So gewann er bei seiner ersten Teilnahme an einer Junioren-Weltmeisterschaft der Altersgruppe Cadets (bis zum 16. Lebensjahr) 1990 in Szombathely auf Anhieb den Weltmeistertitel in der Gewichtsklasse bis 43 kg Körpergewicht. Bei dieser Meisterschaft rang er ausnahmsweise auch im freien Stil und belegte in dieser Stilart in der gleichen Gewichtsklasse den 6. Platz. Bei der Junioren-Weltmeisterschaft 1991 der Altersgruppe Juniors (bis zum 18. Lebensjahr) in Barcelona belegte er in der Gewichtsklasse bis 50 kg Körpergewicht hinter Witali Tscheban, UdSSR den 2. Platz. 1992 schließlich kam er bei der Junioren-Weltmeisterschaft (Juniors) in Cali/Kolumbien in der Gewichtsklasse bis 54 kg Körpergewicht, in der Şeref Eroğlu aus der Türkei siegte, auf den 4. Platz.
Im Jahre 1995 wurde István Majoros vom ungarischen Ringerverband erstmals bei einer internationalen Meisterschaft bei den Senioren eingesetzt. Er startete bei der Weltmeisterschaft dieses Jahres in Prag im Bantamgewicht. Er schied dort aber frühzeitig aus und belegte nur den 23. Platz. 1996 wurde er erstmals ungarischer Meister bei den Senioren im Bantamgewicht. Bis zum Jahre 2005 gewann er dann noch sechs weitere ungarische Meistertitel im Bantam- bzw. Federgewicht.
In den nächsten Jahren startete er dann regelmäßig bei den Welt- bzw. Europameisterschaften, konnte sich aber bis 1999 bei keiner dieser Meisterschaften im Vorderfeld platzieren. Er lieferte aber bei diesen Meisterschaften einige gute und interessante Kämpfe. So unterlag er bei der Europameisterschaft 1997 in Kouvola gegen den Deutschen Jan Ulbrich in der 1. Runde nach Punkten (2:9). Bei der Weltmeisterschaft 1997 in Wrocław verlor er gegen den späteren Weltmeister Juri Melnitschenko aus Kasachstan nach gutem Kampf 0:4 nach Punkten. Bei der Europameisterschaft 1998 in Minsk besiegte er den Titelverteidiger Karen Mnazakanjan aus Armenien und den starken Franzosen Djamel Ainaoui, unterlag aber gegen Olympiasieger Armen Nasarjan, Bulgarien und gegen Igor Petrenko aus Belarus. Bei der Weltmeisterschaft 1999 in Athen, bei der er im Bantamgewicht den 7. Platz belegte und damit das bis dahin beste Ergebnis bei der Teilnahme an internationalen Meisterschaften erzielte, kam er u. a. zu einem Punktsieg über den ehemaligen deutschen Weltmeister Rıfat Yıldız.
Bei der Europameisterschaft 2000 in Moskau gelang ihm dann der erste große Sieg. Er wurde dort im Bantamgewicht neuer Europameister und besiegte dabei im Halbfinale Rifat Yildiz (3:2) und im Finale Armen Nasarjan (3:1) jeweils nach Punkten. Bei den Olympischen Spielen dieses Jahres in Sydney konnte er an dieses gute Ergebnis nicht anschließen. Er verlor dort gegen Agbolag Ashkani aus dem Iran und gegen Koba Guliaschwili aus Georgien, schied so ohne Sieg aus und landete auf dem 18. Platz.
2001 startete er bei der Weltmeisterschaft in Patras und siegte dort über Irakli Tschotschua aus Georgien und Alfred Ter-Mkrtchyan aus Deutschland, verlor aber gegen Armen Nasarjan und kam dadurch nur auf den 13. Platz. Nach dieser Weltmeisterschaft ging István Majoros aus wirtschaftlichen Gründen nach Frankreich. Er konnte dort aber nicht Fuß fassen und kehrte deshalb 2003 nach Ungarn zurück. Er nahm 2003 auch wieder an der Weltmeisterschaft in Créteil teil. Dort verlor er seinen ersten Kampf gegen Petr Švehla aus Tschechien und kam trotz seiner folgenden Siege über Ibragim Achmed aus Katar und Tanjo Tenew aus Bulgarien nur auf den 12. Platz.
2004 erkämpfte sich István Majoros durch einen 3. Platz beim Qlympia-Qualifikations-Turnier in Novi Sad hinter Brandon Paulson aus den Vereinigten Staaten und Ercan Yıldız aus der Türkei die Teilnehmeberechtigung an den Olympischen Spielen in Athen. In Athen überraschte er zum zweiten Mal nach der Europameisterschaft 2000 die gesamte Ringerwelt und wurde mit Siegen über Masatoshi Toyota aus Japan, Jansef Ramirez aus der Dominikanischen Republik, Lazaro Rivas Scull aus Kuba, Oleksij Wakulenko, Ukraine und Geidar Mamedalijew aus Russland Olympiasieger im Bantamgewicht.
Im Jahre 2005 rundete er diesen Erfolg durch einen 3. Platz bei der Weltmeisterschaft in Budapest ab. Dabei gelangen ihm Siege über Anders Rønningen, Norwegen, Lindsey Durlacher, USA, Rowschan Bajramow, Aserbaidschan und im Kampf um die Bronzemedaille Anders Nyblom, Dänemark. Im Halbfinale war er dort gegen Park Eun-chul, Südkorea, knapp nach Punkten (1:2 Runden bei 4:4 Punkten) unterlegen. 2006 konnte István Majoros das Gewichtslimit für das Bantamgewicht nicht mehr bringen und startete deshalb bei der Europameisterschaft in Moskau und bei der Weltmeisterschaft 2006 in Guangzhou im Federgewicht. Er belegte dabei die Plätze 5 und 15. In Guangzhou bestritt er dabei den letzten Kampf seiner Karriere gegen den Deutschen Heinz Marnette, dem er nach Punkten unterlag.
Am 31. Dezember 2006 kämpfte er in Osaka in einem sogenannten Mixed-Martial-Arts-Fight K-1 gegen den Japaner Norifumi Yamamoto und verlor durch technischen KO in der ersten Runde. Es sollte sein einziger Kampf in dieser Sportart bleiben.
Danach versuchte er sein Auskommen in der Gastronomie zu finden.

## Internationale Erfolge
| Jahr | Platz | Wettbewerb                                 | Gewichtsklasse | Ergebnis |
| 1990 | 1.    | Junioren-WM (Cadets) in Szombathely        | bis 43 kg KG   | vor Mato G. Navarro, Kuba und Murat Nuruz, Türkei (griechisch-römischer Stil) |
| 1990 | 6.    | Junioren-WM (Cadets) in Szombathely        | bis 43 kg KG   | Sieger: Harun Doğan, Türkei vor Abbas Jaja Kenari, Iran (freier Stil) |
| 1991 | 2.    | Junioren-WM (Juniors) in Barcelona         | bis 50 kg kG   | hinter Witali Tscheban, UdSSR, vor Rudy Lara Valle, Kuba |
| 1992 | 4.    | Junioren-WM (Juniors) in Cali/Kolumbien    | bis 54 kg KG   | hinter Şeref Eroğlu, Türkei, Rudy Lara Valle und Kim Chul-tae, Südkorea |
| 1995 | 1.    | Intern. Turnier in Linz                    | Feder          | vor Andreas Sommer, Österreich und Luis Fontes, Portugal |
| 1995 | 23.   | WM in Prag                                 | Bantam         | Sieger: Dennis Hall, USA vor Juri Melnitschenko, Kasachstan und Alexander Ignatenko, Russland |
| 1996 | 2.    | Großer Preis von Ungarn in Eger            | Bantam         | hinter Alik Schtepanjan, Ukraine, vor Marian Sandu, Rumänien |
| 1996 | 12.   | EM in Budapest                             | Bantam         | Sieger: Seref Eroglu vor Marian Sandu und Rıfat Yıldız, Deutschland |
| 1997 | 2.    | Großer Preis von Ungarn in Nyíregyháza     | Bantam         | hinter Marian Sandu, vor Ergüder Bekisdamat, Türkei |
| 1997 | 1.    | Großer Preis von Israel in Beer-Sheba      | Bantam         | vor Djamel Ainaoui, Frankreich und Efstatinos Theodossiadis, Griechenland |
| 1997 | 19.   | EM in Kouvola                              | Bantam         | Sieger: Karen Mnazakanjan, Armenien vor Djamel Ainaoui und Ergüder Bekisdamat |
| 1997 | 16.   | WM in Wrocław                              | Bantam         | Sieger: Juri Melnitschenko vor Rafik Simonjan, Russland und Armen Nasarjan, Bulgarien |
| 1998 | 9.    | EM in Minsk                                | Bantam         | nach Sieg über Djamel Ainaoui, Niederlage gegen Armen Nasarjan, Sieg über Karen Mnazakanjan und Niederlage gegen Igor Petrenko, Belarus                                                               |
| 1998 | 10.   | WM in Gaevle                               | Bantam         | nach Sieg über Terho Kettunen, Finnland, Niederlage gegen Rafik Simonjan, Siegen über Remigius Sukevicius, Litauen und Sarkis Elgkian, Griechenland und Niederlage gegen Constantin Borăscu, Rumänien |
| 1999 | 16.   | EM in Sofia                                | Bantam         | nach Niederlagen gegen Koba Guliaschwili, Georgien und Armen Nasarjan |
| 1999 | 7.    | WM in Athen                                | Bantam         | nach Siegen über Constantin Borăscu, Arash Rayhaniasi, Niederlande und Rifat Yildiz und einer Niederlage gegen Armen Nasarjan                                                                         |
| 2000 | 1.    | EM in Moskau                               | Bantam         | vor Armen Nasarjan, Rifat Yildiz, Norbert Futo, Jugoslawien und Juri Chrabrow, Belarus (und Siege über Rifat Yildiz und Armen Nasarjan)                                                               |
| 2000 | 18.   | OS in Sydney                               | Bantam         | nach Niederlagen gegen Agbolag Ashkani, Iran und Koba Guliaschwili |
| 2001 | 13.   | WM in Patras                               | Bantam         | nach Siegen über Irakli Tschotschua, Georgien und Alfred Ter-Mkrtchyan, Deutschland |
| 2003 | 12.   | WM in Créteil                              | Bantam         | nach Niederlage gegen Peter Svehla, Slowakei und Siegen über Ibragim Achmed, Katar und Tanjo Tenew, Bulgarien                                                                                         |
| 2004 | 3.    | Olympia-Qualifikations-Turnier in Novi Sad | Bantam         | hinter Brandon Paulson, USA und Ercan Yıldız, Türkei |
| 2004 | Gold  | OS in Athen                                | Bantam         | nach Siegen über Masatoshi Toyota, Japan, Jansef Ramirez, Dom. Rep., Lazaro Rivas Scull, Kuba, Oleksij Wakulenko, Ukraine und Geidar Mamedalijew, Russland                                            |
| 2005 | 2.    | Pytlasinski-Memorial in Racibórz           | Bantam         | hinter Owran Chalilow, vor Dariusz Jabłoński, Polen und Hamid Reihanpour Soryan, Iran |
| 2005 | 3.    | WM in Budapest                             | Bantam         | nach Siegen über Anders Rønningen, Norwegen, Lindsey Durlacher, USA und Rowshan Bajramow, Aserbaidschan, einer Niederlage gegen Park Eun-chul, Südkorea und einem Sieg über Anders Nyblom, Dänemark   |
| 2006 | 1.    | Welt-Cup in Budapest                       | Feder          | vor Roberto Monzón, Kuba und Bunjamin Emik, Türkei |
| 2006 | 5.    | EM in Moskau                               | Feder          | nach Niederlage gegen David Bedinadse, Georgien, Sieg über Jani Hermansson, Finnland und Niederlage gegen Wjatscheslaw Dschaste, Russland                                                             |
| 2006 | 15.   | WM in Guangzhou                            | Feder          | nach Sieg über Kim Kyong Jin, Nordkorea und Niederlagen gegen David Bedinadse und Heinz Marnette, Deutschland                                                                                         |

## Ungarische Meisterschaften
István Majoros gewann den ungarischen Meistertitel im griechisch-römischen Stil in den Jahren 1996 und 1997 im Bantamgewicht, 1998 im Federgewicht, 1999 und 2001 im Bantamgewicht und 2003 und 2005 im Federgewicht.

## Erläuterungen
- alle Wettkämpfe im griechisch-römischen Stil (Ausnahme Junioren-WM 1990)
- OS = Olympische Spiele, WM = Weltmeisterschaft, EM = Europameisterschaft
- Bantamgewicht, bis 1996 bis 57 kg, von 1997 bis 2001 bis 58 kg, seit 2002 bis 55 kg Körpergewicht; Federgewicht, seit 2002 bis 60 kg Körpergewicht